# Ana Hormigo
Ana Cristina Teles Meneses Hormigo (ur. 13 kwietnia 1981) – portugalska judoczka. Olimpijka z Pekinu 2008, gdzie zajęła siódme miejsce w wadze ekstralekkiej.
Uczestniczka mistrzostw świata w 2003, 2005, 2007 i 2011. Startowała w Pucharze Świata w latach 2001-2012. Brązowa medalistka mistrzostw Europy w 2008 roku.

## Letnie Igrzyska Olimpijskie 2008
| Konkurencja | Eliminacje            | Eliminacje          | Repasaże                 | Repasaże                  | Klas. końcowa |
| Konkurencja | Przeciwnik I          | Przeciwnik II       | Przeciwnik I             | Przeciwnik II             | Miejsce       |
| ----------- | --------------------- | ------------------- | ------------------------ | ------------------------- | ------------- |
| 48 kg       | Khumujam Devi (IND) Z | Pak Ok-song (PRK) P | Kelbet Nurgazina (KAZ) Z | Ludmiła Bogdanowa (RUS) P | 9.            |